# Shelley Winters
 (août 2014).
Si vous disposez d'ouvrages ou d'articles de référence ou si vous connaissez des sites web de qualité traitant du thème abordé ici, merci de compléter l'article en donnant les références utiles à sa vérifiabilité et en les liant à la section « Notes et références ».
Pour les articles homonymes, voir Winters.
Shelley Winters, de son vrai nom Shirley Schrift, est une actrice américaine, née le 18 août 1920 à Saint-Louis (Missouri) et morte le 14 janvier 2006 à Beverly Hills (Californie).
Elle a eu pour partenaires les plus grands acteurs du cinéma américain, notamment Marlon Brando, Paul Newman et William Holden ou encore James Mason.

## Carrière
Ses parents s'installent à New York où Shelley grandit. Elle débute sur les planches comme amateur dans de petits théâtres tout en occupant des emplois subalternes. Elle tient des rôles mineurs dans des comédies à Broadway avant d'être remarquée puis engagée par la Columbia en 1943. Elle part ensuite à Hollywood où on la transforme physiquement pour répondre aux canons imposés par l'industrie du cinéma.
À ses débuts, elle doit se contenter d'apparaître dans des productions mineures qui ne sont pas à la hauteur de ses attentes. Puis, elle décroche un rôle dramatique dans Othello de George Cukor en 1948. Grâce à ce rôle intéressant, son image se transforme alors que la Columbia tente de la maintenir dans le registre des « blondes sexy » pour concurrencer Lana Turner. Mais la Paramount Pictures a d'autres ambitions et l'embauche en 1949 dans Le Prix du silence (The Great Gatsby) d'Elliott Nugent, puis dans Une place au soleil de George Stevens (1951) où elle obtient l'année suivante sa première nomination aux Oscars.
Par la suite, la Metro-Goldwyn-Mayer la fait tourner dans La Tour des ambitieux de Robert Wise (1954). Sa reconnaissance comme comédienne est désormais acquise. Puis c'est la United Artists qui l'emploie dans La Nuit du chasseur de son ami Charles Laughton en 1955. Vers la fin des années 1950, elle revient au théâtre avant que George Stevens ne lui offre le rôle de Petronella Van Daan dans Le Journal d'Anne Frank en 1959 qui lui vaut sa seconde nomination aux Oscars et sa première récompense (Oscar de la meilleure actrice dans un second rôle). Cet Oscar est aujourd'hui exposé dans la maison d'Anne Frank, au 263 Prinsengraght à Amsterdam.
Dans les années 1960, elle poursuit brillamment sa carrière tant au théâtre à New-York avec le Group Theatre qu'au cinéma.
Elle joue dans les pièces Un tramway nommé Désir et La Nuit de l'iguane de Tennessee Williams et Deux sur la balançoire de William Gibson.
Ses choix au cinéma la conduisent vers John Frankenheimer pour Le Temps du châtiment (1961), Stanley Kubrick pour lequel elle incarne la mère bafouée de la célèbre Lolita (1962) ou Guy Green pour A Patch of Blue (1965) où elle obtient son second Oscar.
La décennie suivante, elle obtient une nouvelle nomination en 1973 pour L'Aventure du Poséidon, film catastrophe de Ronald Neame.
Elle tient ensuite divers rôles pour la télévision tout en continuant à tourner au cinéma jusqu'à la fin des années 1990. Elle meurt au début de l'année 2006 à l'âge de 85 ans.
Shelley Winters possède son étoile sur le Hollywood Walk of Fame au 1750, Vine Street.

## Vie privée
Dans son autobiographie Shelley, l'actrice révèle sa vie tumultueuse, ses amours avec Burt Lancaster, John Ireland et ses fiançailles avec Farley Granger.
Shelley Winters a été mariée à Mack Paul Mayer de 1943 à 1948, à l'acteur italien Vittorio Gassman (dont elle a une fille, Vittoria,  née en 1953) de 1952 à 1954 et à l'acteur Anthony Franciosa de 1957 à 1960. Celui-ci est mort le 19 janvier 2006, soit cinq jours après Shelley.

## Filmographie

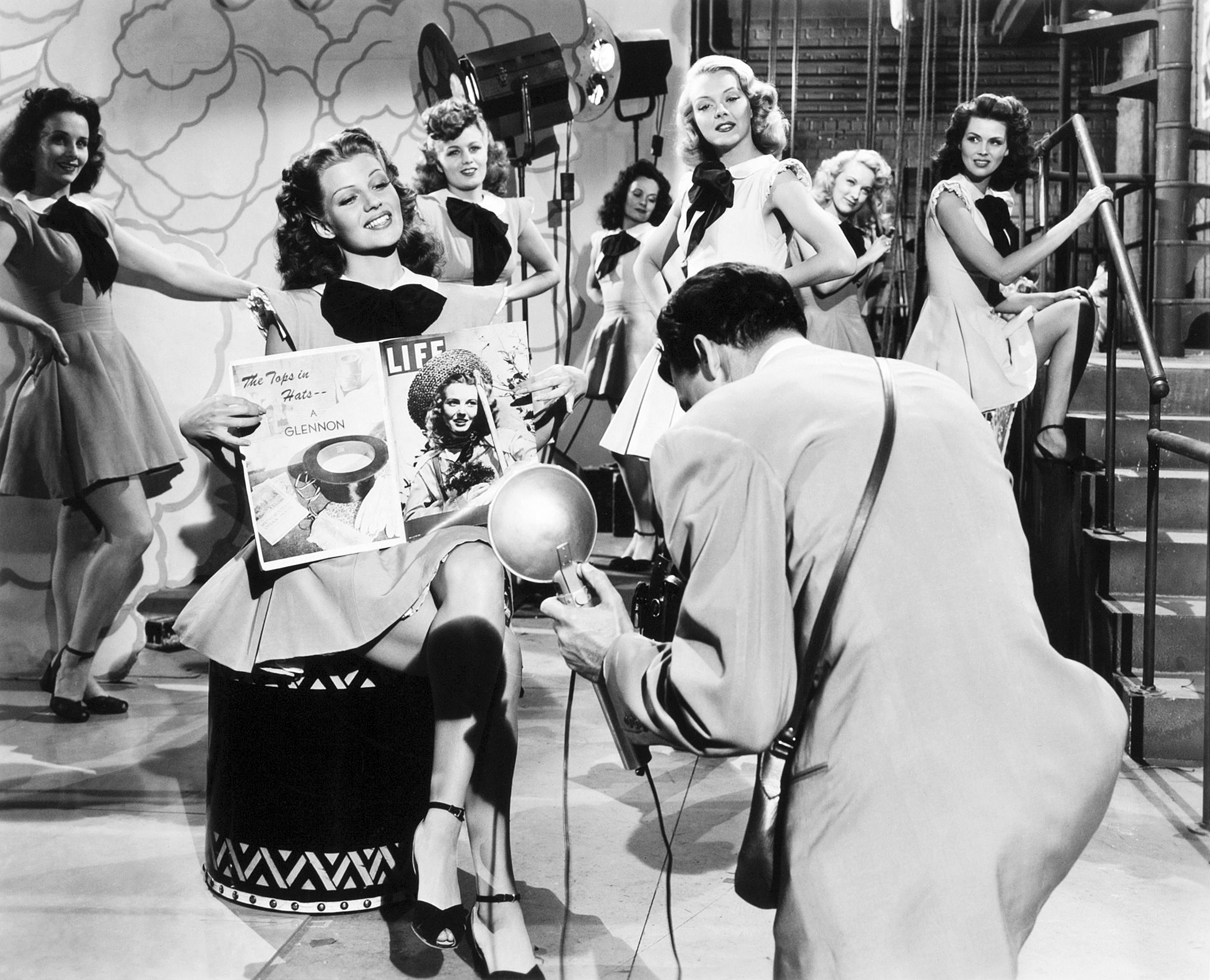
A ses débuts dans Cette nuit et toujours, à droite de Rita Hayworth (1945)

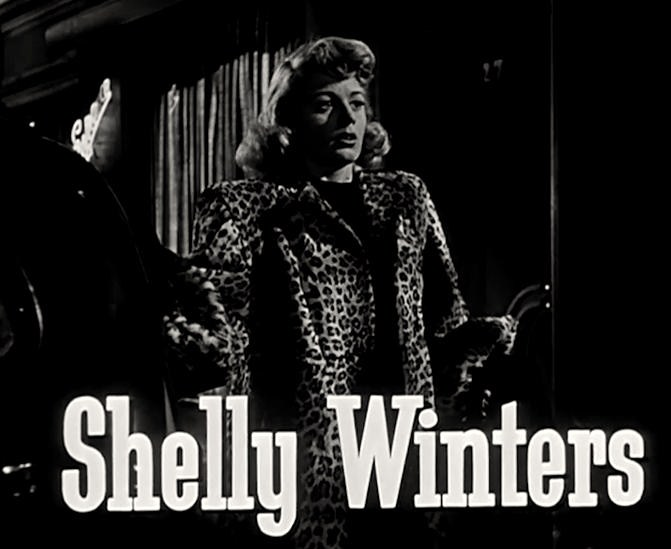
La Proie (1948)

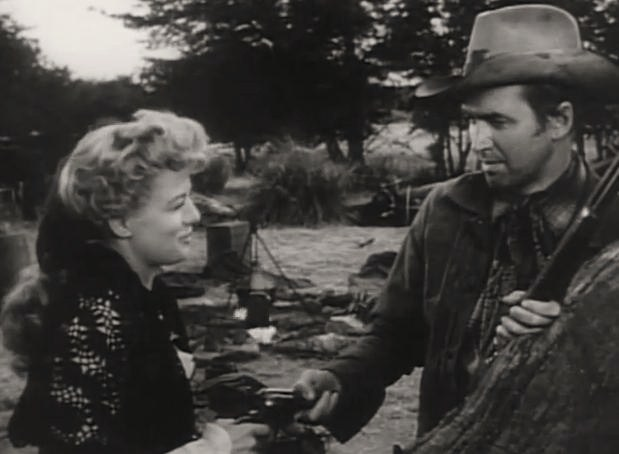
Winchester '73 (1950)

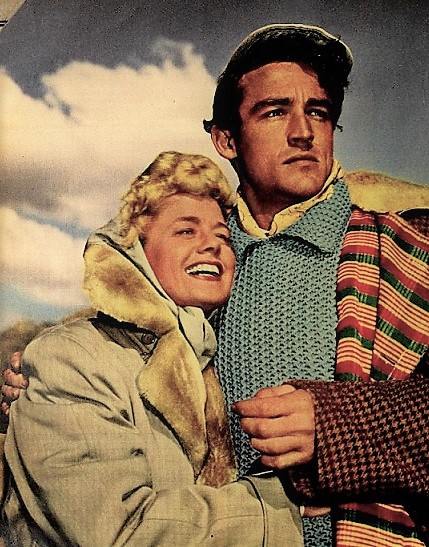
Avec Vittorio Gassman en 1952

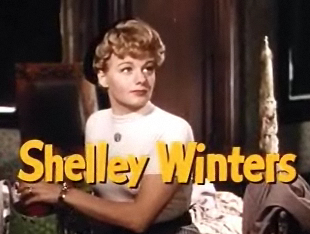
Tennessee Champ (1954)

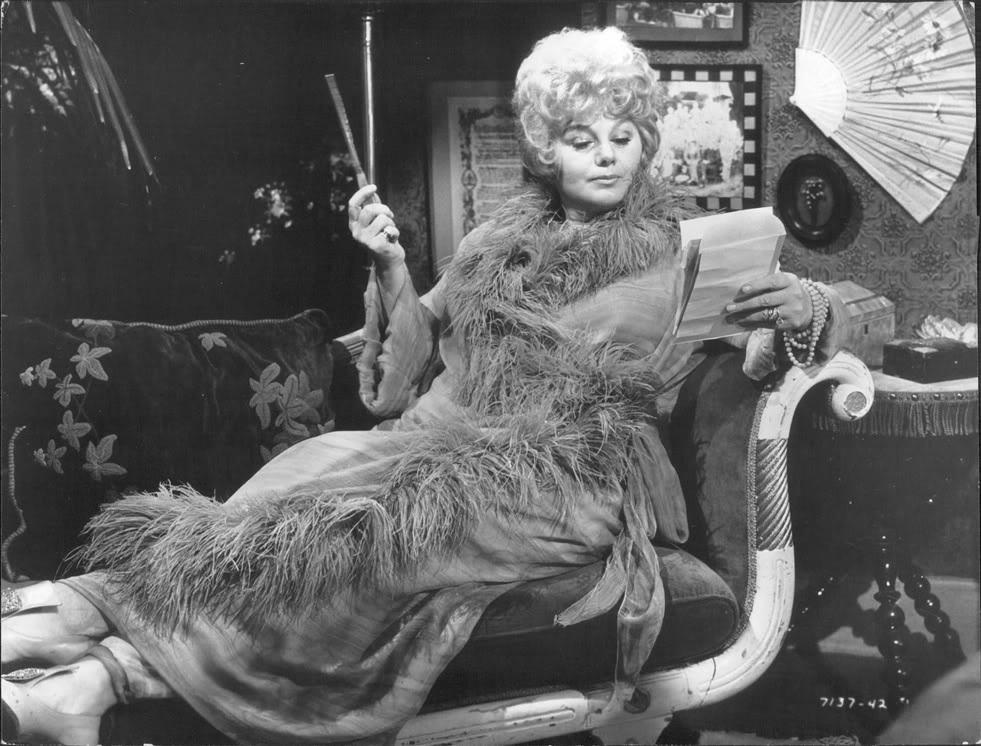
Mais qui a tué tante Roo ? (1971)

### Cinéma
- 1943 : There's Something About a Soldier! d'Alfred E. Green : Norma
- 1943 : What a Woman! d'Irving Cummings : Secrétaire
- 1944 : Sailor's Holiday de William Berke : Gloria Flynn
- 1944 : Knickerbocker Holiday de Harry Joe Brown : Ulda Tienhoven
- 1944 : La Reine de Broadway (Cover girl) de Charles Vidor : Cover Girl
- 1944 : She's a Soldier Too de William Castle : Silver' Rankin
- 1944 : Coup de foudre (Together Again) de Charles Vidor : Une jeune femme
- 1944 : Dancing in Manhattan d'Henry Levin : Margie
- 1945 : Cette nuit et toujours (Tonight and Every Night) de Victor Saville : Bubbles
- 1945 : Fuite dans la brume (Escape in the Fog) de Oscar Boetticher Jr. : Conductrice de taxi
- 1945 : Aladin et la Lampe merveilleuse (A Thousand and One Nights) d'Alfred E. Green : Handmaiden
- 1946 : Les Compagnons de Jéhu (The Fighting Guardsman) d'Henry Levin : Nanette
- 1946 : Two Smart People de Jules Dassin : Princesse
- 1947 : Nouvelle Orléans (New Orleans) d'Arthur Lubin : Miss Holmbright (secrétaire de Nick à Chicago)
- 1947 : Living in a Big Way de Gregory La Cava : Fille de la Junior League
- 1947 : Un gangster pas comme les autres (The Gangster) de Gordon Wiles : Hazel
- 1947 : Othello (A Double Life) de George Cukor : Pat Kroll
- 1947 : Mac Coy aux poings d'or (Killer McCoy) de Roy Rowland : Chasseuse d'autographe
- 1948 : La Rivière rouge (Red River) d'Howard Hawks : Danseuse dans le train
- 1948 : Haute Pègre (Larceny) de George Sherman : Tory
- 1948 : La Proie (Cry of the City) de Robert Siodmak : Brenda Martingale
- 1949 : Le Faux Pas (en) (Take One False Step) de Chester Erskine : Catherine Sykes
- 1949 : Le Prix du silence (The Great Gatsby) d'Elliott Nugent : Myrtle Wilson
- 1949 : Johnny le mouchard (Johnny Stool Pigeon) de William Castle : Terry Stewart
- 1950 : Winchester '73 d'Anthony Mann : Lola Manners
- 1950 : Le Bistrot du péché (South Sea Sinner) de H. Bruce Humberstone : Coral
- 1950 : La Femme sans loi (Frenchie) de Louis King : Frenchie Fontaine
- 1951 : La Quatrième Issue (The Raging Tide) de George Sherman : Connie Thatcher
- 1951 : Menace dans la nuit (He Ran All the Way) de John Berry : Peggy Dobbs
- 1951 : Une place au soleil (A Place in the Sun) de George Stevens : Alice Tripp
- 1951 : Symphonie en 6.35 (Behave Yourself!) de George Beck : Kate Denny
- 1952 : Appel d'un inconnu (Phone call from a stranger) de Jean Negulesco : Bianca Carr, alias "Binky Gay"
- 1952 : Quand tu me souris (Meet Danny Wilson) de Joseph Pevney : Joy Carroll
- 1952 : Passage interdit ou La révolte gronde (Untamed Frontier) d'Hugo Fregonese : Jane Stevens
- 1952 : My Man and I de William A. Wellman : Nancy
- 1954 : Un fils pour Dorothy (To Dorothy a Son) de Muriel Box : Myrtle La Mar
- 1954 : Tennessee Champ de Fred M. Wilcox : Sarah Wurble
- 1954 : La Brigade héroïque (Saskatchewan) de Raoul Walsh : Grace Markey
- 1954 : Fille de plaisir (Playgirl) de Joseph Pevney : Fran Davis
- 1954 : La Tour des ambitieux (Executive Suite) de Robert Wise : Eva Bardeman
- 1954 : Mambo de Robert Rossen : Toni Salerno
- 1955 : Une fille comme ça (I Am a Camera) d'Henry Cornelius : Natalia Landauer
- 1955 : La Nuit du chasseur (The Night of the Hunter) de Charles Laughton : Willa Harper
- 1955 : Le Trésor de Pancho Villa (The Treasure of Pancho Villa) de George Sherman : Ruth Harris
- 1955 : Le Grand Couteau (The Big Knife) de Robert Aldrich : Dixie Evans
- 1955 : La Peur au ventre (I Died a Thousand Times) de Stuart Heisler : Marie Gibson
- 1959 : Le Journal d'Anne Frank (The Diary of Anne Frank) de George Stevens : Madame Petronella Van Daan
- 1959 : Le Coup de l'escalier (Odds Against Tomorrow) de Robert Wise : Lorry
- 1960 : L'Étrange Destin de Nicky Romano (Let No Man Write My Epitaph) de Philip Leacock : Nellie Romano
- 1961 : Le Temps du châtiment (The Young Savages) de John Frankenheimer : Mary di Pace
- 1962 : Lolita de Stanley Kubrick : Charlotte Haze / Humbert
- 1962 : Les Liaisons coupables (The Chapman Report) de George Cukor : Sarah Garnell
- 1963 : The Balcony de Joseph Strick : Madame Irma
- 1963 : Le Divan de l'infidélité (Wives and Lovers) de John Rich : Fran Cabrell
- 1964 : Les Deux Rivales (Gli Indifferenti) de Francesco Maselli : Lisa
- 1964 : La Maison de madame Adler (A House Is Not a Home) de Russell Rouse : Polly Adler
- 1965 : La Plus Grande Histoire jamais contée (The Greatest Story Ever Told) de George Stevens, David Lean et Jean Negulesco : La femme qui est soignée
- 1965 : Un coin de ciel bleu (A Patch of Blue) de Guy Green : Rose-Ann D'Arcy
- 1966 : The Three Sisters de Paul Bogart : Natalya
- 1966 : Détective privé (Harper) de Jack Smight : Fay Estabrook
- 1966 : Alfie le dragueur (Alfie) de Lewis Gilbert : Ruby
- 1967 : Enter Laughing de Carl Reiner : Mrs Emma Kolowitz
- 1968 : Les Chasseurs de scalps (The Scalphunters) de Sydney Pollack : Kate
- 1968 : Les Troupes de la colère (Wild in the Streets) de Barry Shear : Mrs Daphne Flatow
- 1968 : Buona sera Madame Campbell (Buona Sera, Mrs. Campbell) de Melvin Frank : Shirley Newman
- 1969 : Arthur! Arthur! de Samuel Gallu
- 1969 : The Mad Room de Bernard Girard : Mrs Armstrong
- 1970 : Bloody Mama de Roger Corman : Kate Barker ("Ma")
- 1970 : How Do I Love Thee? de Michael Gordon : Lena Mervin
- 1970 : L'Indien (Flap) de Carol Reed : Dorothy Bluebell
- 1971 : Mais qui a tué tante Roo ? (Whoever Slew Auntie Roo?) de Curtis Harrington : Rosie Forrest
- 1971 : What's the Matter with Helen? de Curtis Harrington : Helen Hill (Martin)
- 1972 : Something to Hide d'Alastair Reid : Gabriella
- 1972 : L'Aventure du Poseidon (The Poseidon Adventure) de Ronald Neame : Belle Rosen
- 1973 : Les Choses de l'amour (Blume in Love) de Paul Mazursky : Mrs Cramer
- 1973 : Dynamite Jones (Cleopatra Jones) : Mommy
- 1975 : Poor Pretty Eddy de Chris Robinson et David Worth : Bertha
- 1975 : Le Voyage de la peur (Journey Into Fear) de Daniel Mann : Mrs Mathews
- 1975 : Un coup de deux milliards de dollars (Diamonds) de Menahem Golan : Zelda Shapiro
- 1975 : Le Veinard (That Lucky Touch) de Christopher Miles : Diana Steedeman
- 1976 : Next Stop, Greenwich Village de Paul Mazursky : Fay Lapinsky
- 1976 : Le Locataire de Roman Polanski: La concierge
- 1977 : Mimi Bluette (Mimì Bluette ... fiore del mio giardino) de Carlo Di Palma : Caterina
- 1977 : Black Journal (Gran bollito) de Mauro Bolognini : Lea
- 1977 : Tentacules (Tentacoli) de Ovidio G. Assonitis : Tillie Turner
- 1977 : Un bourgeois tout petit petit (Un borghese piccolo piccolo) de Mario Monicelli : Amalia Vivaldi
- 1977 : Peter et Elliott le dragon (Pete's Dragon) de Don Chaffey : Lena Gogan
- 1978 : Le Roi des gitans (King of the Gypsies) de Frank Pierson : Reine Rachel
- 1979 : Le Visiteur maléfique (Stridulum) de Giulio Paradisi : Jane Phillips
- 1979 : Cité en feu (City on Fire) d'Alvin Rakoff : Infirmière Andrea Harper
- 1979 : Le Magicien de Lublin (The Magician of Lublin) de Menahem Golan : Elzbieta
- 1979 : Le Roman d'Elvis (Elvis) de John Carpenter : Gladys Presley
- 1981 : S.O.B. de Blake Edwards : Eva Brown
- 1981 : Looping (de) de Walter Bockmayer et Rolf Bührmann : Carmen
- 1983 : Fanny Hill de Gerry O'Hara : Mrs Cole
- 1984 : Ellie de Peter Wittman : Cora Mae Jackson
- 1984 : Over the Brooklyn Bridge de Menahem Golan : Becky
- 1985 : Déjà vu d'Anthony B. Richmond : Olga Nabokova
- 1986 : Witchfire de Vincent J. Privitera : Lydia
- 1986 : Very Close Quarters de Vladimir Rif : Galina
- 1986 : Delta Force de Menahem Golan : Edie Kaplan
- 1988 : Purple People Eater de Linda Shayne : Rita
- 1989 : An Unremarkable Life d'Amin Q.Chaudhri : Evelyn McEllany
- 1990 : Touch of a Stranger de Brad M. Gilbert :
- 1991 : Un amour de prof (Stepping Out) de Lewis Gilbert : Mrs Fraser
- 1993 : The Pickle de Paul Mazursky : Yetta
- 1994 : Le Silence des jambons (Il Silenzio dei prosciutti) d'Ezio Greggio : Mrs Motel (La mère)
- 1995 : Heavy de James Mangold : Dolly Modino
- 1995 : Backfire ! de A. Dean Bell : Le bon lieutenant
- 1995 : Jury Duty de John Fortenberry : Mrs Collins
- 1995 : Mrs. Munck de Diane Ladd : Tante Monica
- 1995 : Raging Angels d'Alan Smithee : Grand-mère Ruth
- 1996 : Portrait de femme (The Portrait of a Lady) de Jane Campion : Mrs Touchett
- 1999 : Gideon de Claudia Hoover : Mrs Willows
- 1999 : La bomba de Giulio Base: Prof. Summers

### Télévision
- 1954, 1956 et 1957 : Climax! (Série TV) : Leona Stevenson / Margaret Corey / Carol
- 1957 : The Alcoa Hour (Série TV) : Pat Kroll
- 1957 : The United States Hour (Série TV) : Evvie
- 1957 : La Grande Caravane (Wagon Train) (Série TV) : Ruth Owens
- 1964 : Ben Casey (Série TV) : Lydia Mitchum
- 1966 : Batman (Série TV) : Ma Parker
- 1968 : Here's Lucy (Série TV) : Shelley Summers
- 1971 : Revenge (Téléfilm) : Amanda Hilton
- 1971 : A Death of Innocence (Téléfilm) : Elizabeth Cameron
- 1972 : Adventures of Nick Carter (Téléfilm) : Bess Tucker
- 1973 : La Fille du diable (en) (The Devil's Daughter) (Téléfilm) : Lilith Malone
- 1974 : Requiem pour un pigeon (Big Rose: Double Trouble) (Téléfilm) : Rose Winters
- 1974 : Un shérif à New York (McCloud) (Série TV) : Thelma
- 1974 : The Sex Symbol (Téléfilm) : Agatha Murphy
- 1975 : Chico and the Man (Série TV) : Shirley Schrift
- 1976 : Frosty's Winter Wonderland (Téléfilm) : Crystal (Voix)
- 1978 : L'Initiation de Sarah (The Initiation of Sarah) (Téléfilm) : Mrs Erica Hunter
- 1979 : Cher... and Other Fantasies (Téléfilm) : Shelley
- 1979 : Rudolph and Frosty's Christmas in July (Téléfilm) : Crystal (Voix)
- 1979 : Terreur à bord (The French Atlantic Affair) (Téléfilm) : Helen Wabash
- 1979 : Vegas (Série TV) : J.D. Fenton
- 1982 : La croisière s'amuse (The Love Boat) (Série TV) : Teresa Rosselli
- 1983 : Emma and Grandpa on the Farm (Téléfilm) : La narratrice
- 1984 : Hôtel (Série TV) : Adele Ellsworth
- 1984 : Hawaiian Heat (Série TV) : Florence Senkowski
- 1985 : Alice au pays des merveilles (Alice in Wonderland) d'Harry Harris (en) (Téléfilm) : Oiseau dodo
- 1987 : Sleeping Beauty (Téléfilm) : La fée
- 1991-1996 : Roseanne (Série TV) : Nana Mary
- 1992 : Pleure pas ma belle (Weep No More, My Lady) (Téléfilm) : Vivian Morgan

## Distinctions

### Récompenses
- 1959 : Oscar de la meilleure actrice dans un second rôle pour Le Journal d'Anne Frank
- 1966 : Oscar de la meilleure actrice dans un second rôle pour Un coin de ciel bleu

### Nominations
- 1952 : Nomination à l'Oscar de la meilleure actrice pour Une place au soleil
- 1973 : Nomination à l'Oscar de la meilleure actrice dans un second rôle pour L'Aventure du Poseidon

## Voix françaises
- Paule Emanuele dans :
  - Un coin de ciel bleu
  - Alfie le dragueur
  - Batman (série télévisée)
  - L'Indien
  - Adventures of Nick Carter (téléfilm)
  - L'Aventure du Poséidon
  - Le Veinard
  - Un coup de deux milliards de dollars
  - Peter et Elliott le dragon (1er doublage)
  - Le Magicien de Lublin
  - Terreur à bord (téléfilm)
  - Le Roman d'Elvis (téléfilm)
  - S.O.B.
  - Delta Force

- Claire Guibert dans :
  - Winchester 73 (1er doublage)
  - Menace dans la nuit
  - Une place au soleil
  - Passage interdit
  - La Brigade héroïque
  - La Tour des ambitieux
  - Le Coup de l'escalier
  - Le Journal d'Anne Frank

- Jacqueline Porel dans :
  - La Nuit du chasseur
  - Le Trésor de Pancho Villa
  - Lolita

- Jacqueline Ferrière dans :
  - La Peur au ventre
  - Détective privé

- Jacqueline Jefford dans : 
  - Les Chasseurs de scalps
  - Cité en feu

Mais aussi :
- Marcelle Lajeunesse dans Appel d'un inconnu
- Rolande Forest dans Le Grand Couteau
- Arlette Thomas dans Le Silence des jambons
- Denise Roland dans Heavy
- Thamila Mesbah dans Tentacules
- Céline Ronté dans Winchester 73 (2e doublage)
- Élisabeth Wiener dans Peter et Elliott le dragon (2e doublage)